# Банска-Штьявница (район)
Район Банска Штьявница (словац. Okres Banská Štiavnica) — район Словакии. Находится в Банскобистрицком крае.

## Население
| Год:        | 1994   | 2004    | 2014    | 2024    |
| ----------- | ------ | ------- | ------- | ------- |
| Broj ljudi: | 17 028 | 17 046  | 16 367  | 15 350  |
| Разница:    |        | +0,10 % | −3,98 % | −6,21 % |

| Год:                | 2023   | 2024    |
| ------------------- | ------ | ------- |
| Количество человек: | 15 407 | 15 350  |
| Разница:            |        | −0,36 % |

### Статистические данные (2001)
Национальный состав:
- Словаки — 95,0 %
- Цыгане — 1,8 %
- Чехи — 0,5 %

Конфессиональный состав:
- Католики — 69,2 %
- Лютеране — 9,0 %
- Греко-католики — 0,9 %